# Prochlada
Prochlada (bulgariska: Прохлада) är ett distrikt i Bulgarien.   Det ligger i kommunen Obsjtina Dulovo och regionen Silistra, i den nordöstra delen av landet, 300 km öster om huvudstaden Sofia.
Trakten runt Prochlada består till största delen av jordbruksmark. Runt Prochlada är det ganska glesbefolkat, med 42 invånare per kvadratkilometer.